# Ioel
Ioel (mediados del siglo VI) fue un rey del Reino de Aksum, localizado en el actual norte de Etiopía y Eritrea. Su reinado es conocido principalmente a través de las monedas que se acuñaron durante su época, las cuales han aportado importantes datos históricos sobre su gobierno. Fue sucedido en el trono por Hataz.